# Farhult
Farhult – miejscowość (tätort) w Szwecji, w regionie administracyjnym (län) Skania, w gminie Höganäs.
Według danych Szwedzkiego Urzędu Statystycznego liczba ludności wyniosła: 312 (31 grudnia 2015), 329 (31 grudnia 2018) i 343 (31 grudnia 2019).